# Lignières-Châtelain
Lignières-Châtelain település Franciaországban, Somme megyében. Lakosainak száma 344 fő (2022. január 1.). Lignières-Châtelain Bettembos, Caulières, Marlers, Meigneux, Morvillers-Saint-Saturnin és Offignies községekkel határos.

## Népesség
A település népességének változása:
| Lakosok száma | 359  | 374  | 382  | 385  | 364  | 354  | 343  | 343  | 344  |
|               | 2013 | 2015 | 2016 | 2017 | 2018 | 2019 | 2020 | 2021 | 2022 |